# ダンジョンクルセイダーズ
『ダンジョンクルセイダーズ 〜TALES OF DEMON EATER〜』（ダンジョンクルセイダーズ テイルズ・オブ・デーモン・イーター）は、2006年12月15日にアトリエかぐや TEAM HEART BEATから発売された18禁恋愛アドベンチャー・RPGである。

## ストーリー
セシリアに封印された悪魔からその身を開放すべく、ルーレブルグの地を目指すクリフとその一行。地下迷宮にて「契約の宝珠」を求めて探索を行ううちに、城塞都市に封じられた悪魔と精霊の戦いに巻き込まれていく。
本作は『アイオーン・シリーズ』の1作で、『マジカルウィッチアカデミー』の約100年前の物語である。そのため、イリスは共通して登場する同一人物である（ただし、同じアイオーン・シリーズの『淫皇覇伝アマツ -白濁の呪印-』とは共通点が少ない）。
また、2008年12月19日に本作から100年後の物語の続編・『ダンジョンクルセイダーズ2 〜永劫の楽土〜』が発売されている。

## 登場キャラクター

### 主要人物
クリフ・ヴァーンガルド
主人公の青年。騎士団によってフェルエトの封印に自らの身体を利用され軟禁状態となっていたが、セシリアと共に脱走して冒険者となる。
ルーレブルグの地下遺跡群に眠る宝珠を全て開放すれば力を思いのままに制御でき、そしてフェルエトも解放できると信じ冒険に出る。戦士タイプ。
セシリア・ウエンスアース
声：風音
クリフの幼なじみで、作中では｢セシル｣と呼ばれることも多い。最年少で聖騎士となった実力者だが、クリフの脱走を手伝って出奔し騎士団から追われる身となった。フェルエトの魂が身体に封じられている。
フェルエト
声：野神奈々
セシリアに封印されている悪魔。魔界でも最強に数えられる存在だったが、封印された現在は時折セシリアと入れ替わって姿を現すのみ。
セシリアとフェルエトは入れ替わっているときも互いに意識を共有しているため、フェルエトの自我も人間に近づきつつある。
エリカ・ルーレブルグ
声：青川ナガレ
ルーレブルグ領主の娘。母親は先住民族ディルガ族の女性で、人間によるディルガ族への差別や種族間の対立に心を痛めている。ルーレブルグ家は精霊召喚に長けており、エリカには非凡な才能が眠っている。
アヤメ・ノイエンドルフ
声：かわしまりの
メイド長。かつては凄腕の傭兵団長だったが、ある事件がもとで追われる身となり剣を捨てた過去を持つ。
イリス
声：大波こなみ
記憶喪失気味の迷子の魔法使い。物語の冒頭部分でクリフ一行と遭遇してパーティに加わる。『マジカルウィッチアカデミー』のイリスと同一人物である。
その正体は、本シリーズの世界を統べる守護神である「天空の三女神」の長女にして「天空と大地を統べる精霊王」である「イリスティア・ヴァルス・ウィザー」。とある目的で地上に降りた際に記憶を失い、クリフ達と出会い冒険をともにした。後に記憶を取り戻す。そして地上に降りた目的とクリフ達の目的が同じだと分かり行動を共にし、クリフたち人間に目的に対する「神々の方法」以外の可能性に賭けた。
エピローグにおいて、今後魔法を間違った使い方をしないように教育する場所を作ると『マジカルウィッチアカデミー』の舞台でもある「ウィザーディア魔法学院」を設立し、学院長となって世界の魔法を未来永劫見守り続けることにした。そして約100年後と数世紀後、かつて共に闘った仲間達の子孫達と出会うこととなる。

### その他
グレイス・アン・ルーレブルグ
声：榎津まお
エリカの異母妹で姉を慕っている。領民には好かれているがクリフに対してはキツく当たっている。そこそこできる魔法使い。従兄弟で従者のバルドウィンのことが好きだが、まったく気付いてもらえないでいる。
クローディア・クラウジース
声：深井晴花
聖オルテナ騎士団の部隊長。クリフとセシリアとは幼なじみ。騎士団内では新進派の第一人者でフェルエトを封印した事実を公表し、クリフたちを救済しようとしている。
カミラ
声：白井綾乃
ディルガ族の女で一匹狼のシーフ。薄れつつあるディルガの血を色濃く受け継いでいる。
キリエラ
声：如月葵
ルーレブルグ家領主の側近で領主とは愛人関係にある。カミラの妹。
ピッピ
声：金田まひる
いつもエリカと一緒にいるホムンクルス。エリカの一部のスキルはピッピの行動によるもの。
ニーナ
声：白井綾乃
冒険者の酒場「『白の雌鹿』亭」の女主人。過去に街の有権者の愛人になったことがあるが、後に没落し、男も落ちぶれてチンピラ風情になってしまったため、縁を切っている。
ユーミ
声：大波こなみ
アイテムショップ「ユーミの店」の看板娘。
ナナミィ、シオン、マイア声：深井晴花（ナナミィ）、青川ナガレ（シオン）、榎津まお（マイア）
アヤメの部下のメイド。
バルドウィン
グレイスの従兄弟で従者。普段はグレイスと一緒に街の警備をしている傍ら、グレイスとドゥーガルと共にダンジョンで探索・討伐をしている。容姿・性格・剣技に優れているが朴念仁でグレイスの気持ちに気付いていない。
ドゥーガル
グレイスがダンジョン探索の際に雇っている初老の傭兵。数多の戦場を駆け巡った歴戦の戦士。彼が入る軍隊は必ず敗北することから「負け戦のドゥーガル」と呼ばれ、アヤメとは過去の戦で面識がある。義理深い性格でグレイスに雇われたのもアヤメ絡みなためでもある。
ゲオルグ伯爵
ルーブレルグ領主でエリカとグレイスの父親。温厚な性格でディルガ族も含む領民からも慕われている。いつの日にか領民とディルガ族が真に手を取り合うことを信じ尽力している。キリエラとは肉体関係を結んでいる。
クプテポリカシュ
ディルガ族の長老。過去の悲劇を伝えつつ、復讐をせず領民と協力し合うことを後世に教えている。
ウェイズレイ・バーグマン
聖騎士団々長。過去にフェルエトが起こした大戦において活躍し、「英雄」と称されている。最近は騎士団首脳部に対し強攻策などを唱えるなど言動が目立ち、現在ではルーレブルグ近辺においてクリフ・セシリアを保護するために軍を率い滞在している。
実は過去の大戦において魔物の瘴気に精神を蝕まれており、「封印」の解除に助勢している。
バルダート
騎士団総長。権力志向が強い。クリフとセシリアの捕縛にルーレブルグに騎士団を引き連れてきた。
昔はそれなりに剣を使えたが、権力をもつと共に鍛錬を怠るようになり、現在では一般兵並みの腕になっている。
コモッティ
バルダートに取り付く腰ぎんちゃく的存在。小心者。自称策士であり、クリフとセシリアの捕縛に色々な手を考えるが成功した例がない。
リビティナ
「天空の三女神」の末妹で「冥の精霊王」。本名「リビティナ・シェイド・ニュクシア」。作中記憶を取り戻したイリスと交信をしつつ、南方大陸において「『ハイランド・ガルド』の大封印」の準備をしていた。
大昔に「あるモノ」の封印をし、ディルガ族に封印の守護を命じた張本人であり（イリス曰く「無精しおって」）、この物語の原因の半分はこの人物のせいでもある。
マニ＝デ＝クチャラ
太古の昔よりルーレブルグの地に住むディルガ族が崇める大精霊。
大昔にリビティナに「あるモノ」の封印を押さえつける任務を与えられた。代々ディルガ族の巫女にのみ従い、普段は御神体である獅子の像に入っている。作中でエリカの「巫女の儀式」中に御神体は破壊されたが、契約自体は間に合いエリカの中に入った。エリカからは「クーちゃん」と呼ばれている。
契約後はエリカの魔法に「大精霊マニ＝デ＝クチャラ」が追加される。
カレン
EXPANSIONに登場。フェルエトの12番目の妹。誕生して間もなく封印されたためフェルエトも存在を知らなかった。本遍で「封印したモノ」が倒されたため封印が解かれた。魔力は高く、妖艶な肢体をしているが、誕生して間もなく封印されたため思考は子供と変わらないが学習能力は高く、すぐにダダをこねる。

## ゲームシステム
ゲームパートは典型的な3DダンジョンRPGである。

### パーティ構成
- ゲーム開始時は2人パーティである。
- ストーリー進行に伴い増えていき、中盤以降は原則5人パーティとなる。
- パーティの構成はストーリーに依存する。ユーザーによる入れ替えや離脱、新規キャラクターの作成などの要素はない。
- 並び順も変更できない。

### キャラクター
- クラスもしくはジョブに相当する概念はなく、キャラクター毎に取得可能スキルは固定。
- アイテムの装備可否もキャラクター毎で決定される。
- LVアップ時に各種ステータスが上昇する。
- スキルポイント(SP)もLVアップの際に増える。
- ステータスの上昇度は最低値と最高値がキャラクター毎に決まっている。この幅でランダムに上昇する。

### スキル
- スキルポイント(SP)を消費してスキルを取得する。
- スキルには装備スキルとスキル・魔法(なぜかコマンドスキルという呼び方は存在しない)の2種類がある。スキルと魔法に本質的な違いはない。
- 装備スキルは最大3個まで装備可能。
- 魔法は戦闘中もしくは移動中に使用可能で、使用する際にMPを消費する。
- ストーリー進行に伴って自動的に取得するキャラクター固有のスキルもある。多くはボス戦勝利後に取得する。

### 装備
- 装備箇所はWEAPON（武器）、SHIELD（盾）、ARMOR（鎧・服）、HELMET（兜・帽子）、ACCESSORY-1（アクセサリー1）、ACCESSORY-2（アクセサリー2）の6箇所。ただし盾を装備できるのはクリフとセシリアのみ。

### ダンジョン
- ダンジョンの内部でシナリオが発生する場合が存在する（ボス戦前後の口上であることが多い）。
- ダンジョン内ではシナリオが発生している時に限りセーブ・ロードが可能。
- ダンジョンからの離脱は戦闘時・シナリオ発生時以外ならいつでも可能（ただし、ゲーム開始直後のダンジョンは除く）。

## スタッフ
- 原画：M&M
- シナリオ：神無月ニトロ / もみあげルパンR / 速水漣 / 近江達裕
- 企画：桐生タツヒコ

## 主題歌
- 主題歌「Heart of crusader」
  - 作詞：うつろあくた / 作曲・編曲：Manack / 歌：真理絵